# Penydarren
Penydarren és una població Community de Gal·les amb 5.253 habitants.
dins el comtat de Merthyr Tydfil.
La zona és notable per haver tingut un Fort Romà del segle I de la nostra era i durant la Revolució Industrial va ser la seu de l'empresa metal·lúrgica Penydarren Ironworks. Richard Trevithick va usar Penydarren per experimentar amb la seva locomotora de vapor.
Penydarren Park, el lloc on es troben les restes del Fort Romà es troba fora dels límits de la comunitat.

## Fort Romà
Es trobava just al sud-oest del riu Taff, es va fer duran el govern de Sextus Julius Frontinus. Durant aquest període es van sublevar i es van sotmetre els Silures i altres tribus hostils.
Les excavacions arqueològiques es van iniciar le 1905 per Frank Treharne-James,

## Locomotora "Pen-y-Darren"

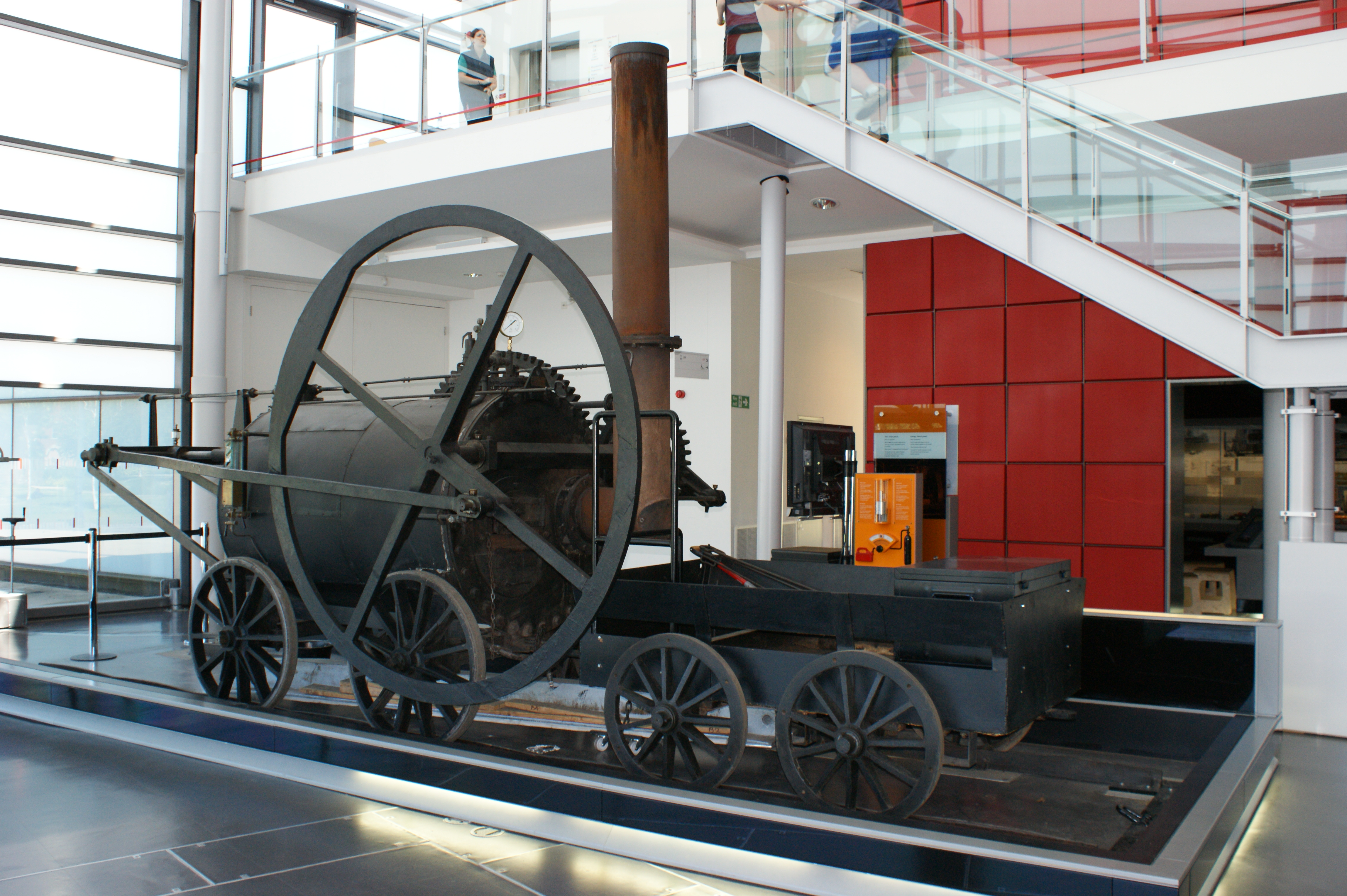
Locomotora de Trevithick de 1804

El 1802, l'enginyer Richard Trevithick va construir un motor a vapor per a transportar un martinet cap a Penydarren Ironworks. Amb l'ajuda de l'enginyer Rees Jones, Trevithick muntà el motor sobre unes rodes i el convertí en la primera locomotora. El 1804 aquesta locomotora transportà 10 tones de ferro des de Penydarren a Abercynon que estan separats per uns 16 km. ho va fer a una velocitat mitjana de 2,4 milles per hora.